# 크란논 전투
크란논 전투(Battle of Crannon)는 기원전 322년에 발발한 라미아 전쟁(기원전 323년 – 기원전 322년)의 전투이다. 이 전투는 안티파트로스가 이끄는 마케도니아 군과 아테네 중심의 그리스 군이 충돌하여 마케도니아의 승리로 끝났다.

## 배경
기원전 323년, 알렉산더 3세의 죽음을 알게 된 아테네인들은 레오스테네스를 지도자로 마케도니아의 그리스 지배에 대항하여 반란을 일으킬 것을 결정했다. 그들은 용병을 모집하고 아이톨리아 동맹 등을 아군으로 편입했다. 원래 아테네를 비롯한 반란군 (22,500명, 그 중 기병은 500기)은 병력에서 안티파트로스가 이끄는 마케도니아 군에 대해 우위를 확보하였고, 처음에는 유리하게 전투를 진행했다. 그들은 안티파트로스를 라미아에 몰아넣고 포위를 했다. 절박해진 안티파트로스는 소아시아에 있던 마케도니아 장군들에게 원군을 요청했다.
그러나 레오스테네스가 라미아를 포위하던 중 머리에 돌을 맞아 사망하고, 안티필로스가 후임 장군으로 취임했다. 안티파트로스의 원군 요청에 응해 먼저 보병 20,000명과 기병 1400기를 이끌어온 레온나토스는 안티파트로스를 라미아에서 탈출시켰는데, 그 대가로 자신은 그리스 기병과의 전투에서 전사했다. 이어 크라테로스가 이끄는 마케도니아 군(보병 10000명, 기병 1500기 페르시아 궁병, 투석병 모두 1,000명)이 도착하여 레온나토스의 군대와 합류했다. 마케도니아 군은 중장보병 40000명, 궁병과 투석병을 맞춰 3000명, 그리고 기병 5000기의 병력으로 그리스 연합군을 압도했다.
크라테로스로부터 지휘권을 넘겨받은 안티파트로스는 군대를 이끌고 테살리아에 진입했다. 반면 그리스 연합군은 서전의 승리로 인해 상황을 낙관하고 있었기 때문에, 고향으로 돌아가버린 병력도 있었다. 남아 있는 군세는 보병 25,000명과 기병 3,500기 밖에 되지 않았다. 그리스 연합군은 증원군의 도착을 기다리려고 했지만, 마케도니아 군이 도발을 해왔기 때문에 어쩔 수없이 전투에 응할 수밖에 없었다.

## 전투
전투는 보병부대로 전면에 배치된 메논이 이끄는 그리스 기병이 마케도니아의 기병에게 돌격함으로써 시작되었다. 숫자로는 밀리지만, 엘리트로 구성된 그리스 테살리아 기병은 마케도니아 기병을 압도하였고, 깊숙이 추적해 들어갔다. 쌍방의 기병이 전투에 몰두한 것을 본 안티파트로스는 보병 팔랑크스에게 명령하여 그리스 보병에게 돌격하게 했다. 안티필로스가 이끄는 그리스 보병은 그들에게 밀려서 방어에 적합한 뒤쪽 언덕으로 후퇴를 했고, 태세를 재정비했다. 그러나 후퇴하는 보병을 보고 사기가 떨어진 그리스 기병은 말머리를 돌렸고, 안티파스트스도 군사를 이끌고 추적해 들어갔다. 이 전투에서 그리스 연합군은 500명, 마케도니아 군은 130명의 희생자를 냈다.

## 결과
강화를 신청한 그리스 연합군의 장군들에게 안티파트로스는 각각의 도시 국가와 개별적으로 밖에 강화조약을 맺지 않겠다고 대답했다. 이것은 적들을 분열시키기 위한 계책이었다. 안티파트로스의 강화조건을 처음에는 거절했지만, 마케도니아 군이 테살리아의 일부 도시들을 함락시키자 많은 도시가 안티파트로스의 요구에 응했다. 이렇게하여 반 마케도니아 동맹은 붕괴되었다. 무조건 항복을 강요당한 아테네는 안티파트로스가 제시한 강화조약을 수용했다. 그 내용은 과두제로의 교체와 주전론을 펼치던 시민을 트라키아로 강제 이주, 그리고 마케도니아의 수비대를 받아들여야 한다는 것이었다.

## 참고 문헌
- 디오도로스 시켈로스
- Waldemar Heckel, The Marshals of Alexander's Empire